# Klynnen
Klynnen (Valerianella) är ett släkte av kaprifolväxter. Klynnen ingår i familjen kaprifolväxter.

## Bildgalleri

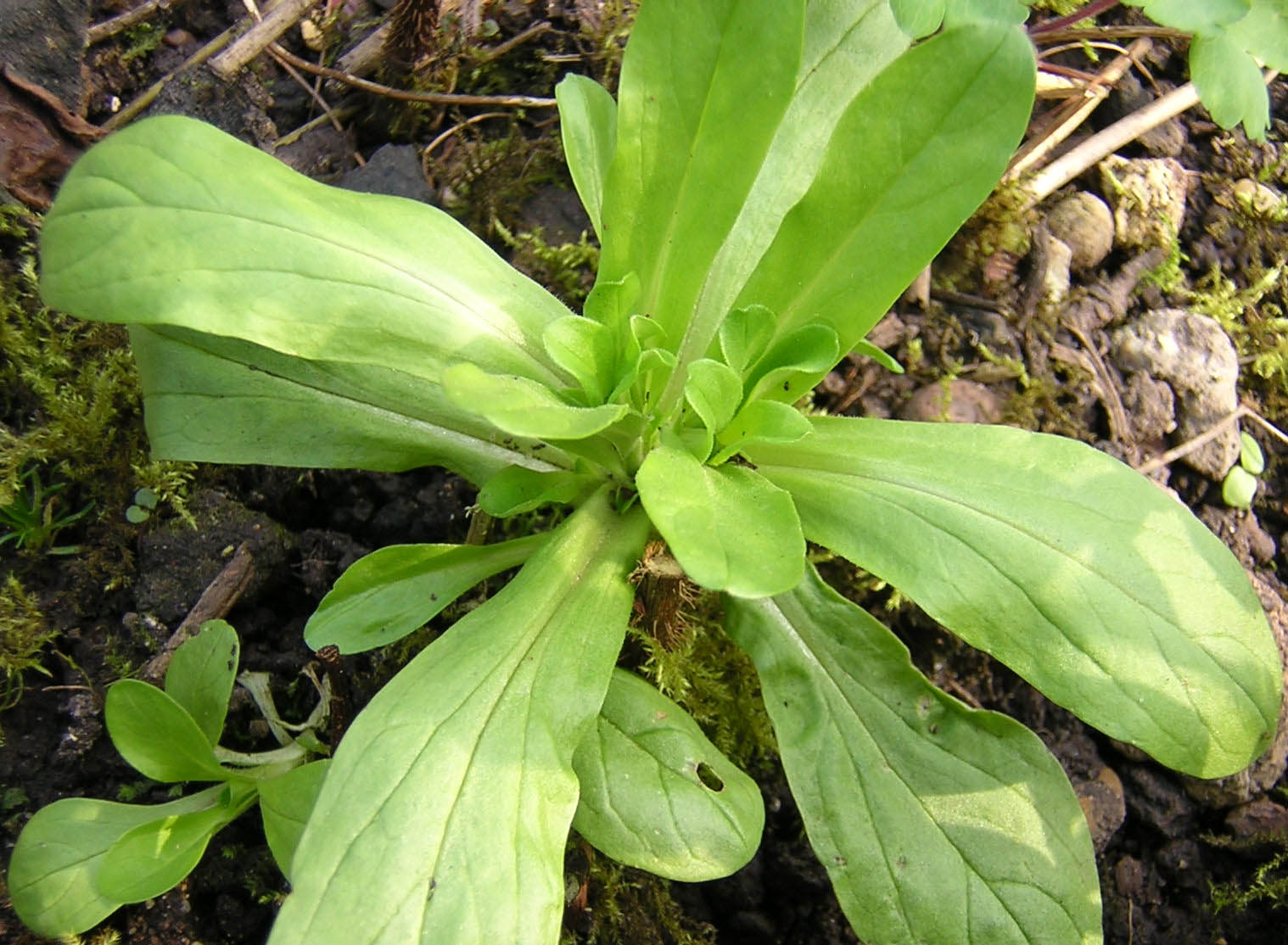
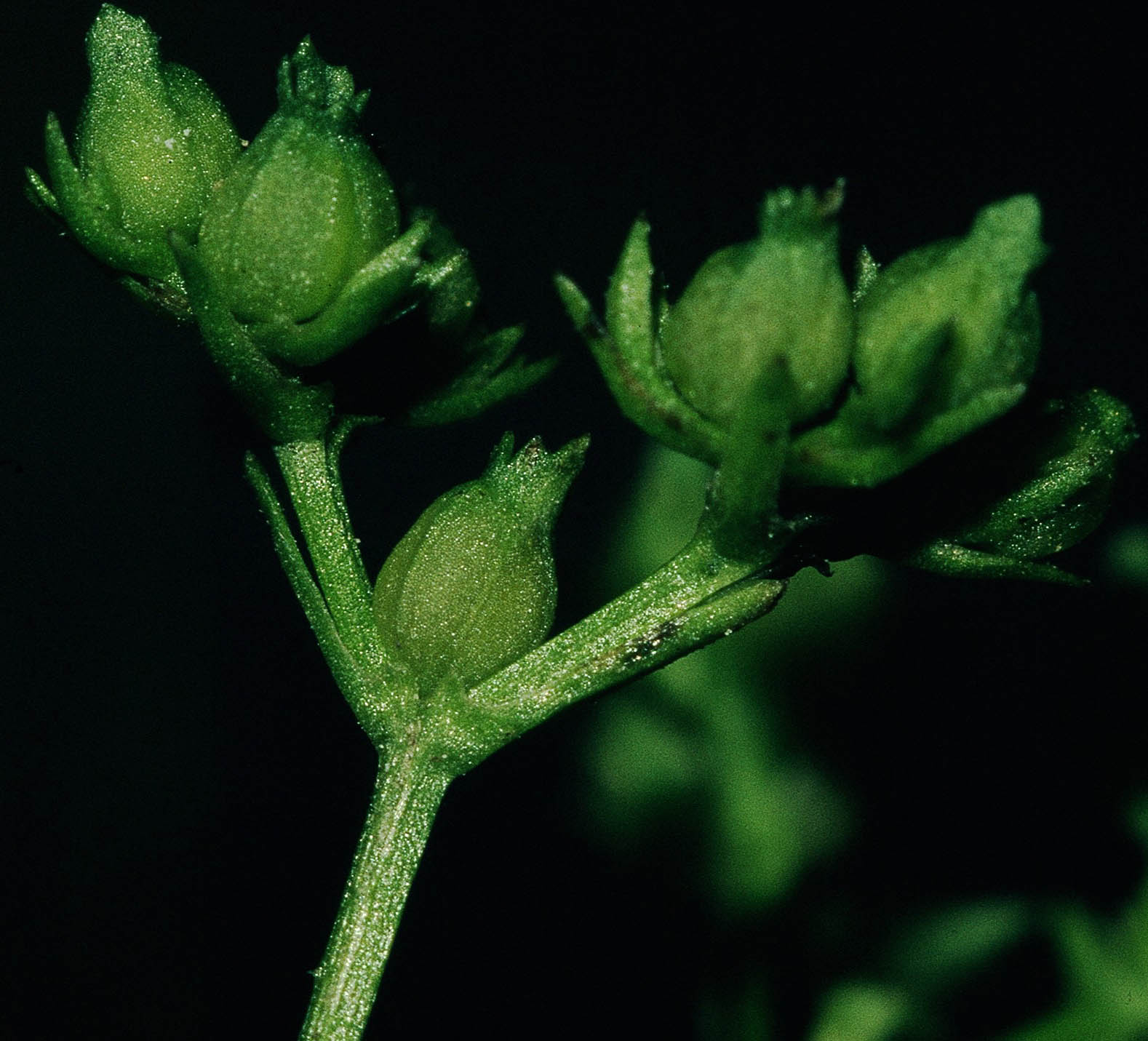
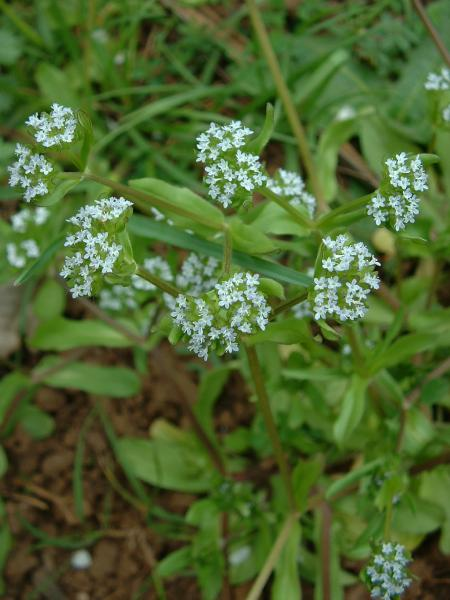
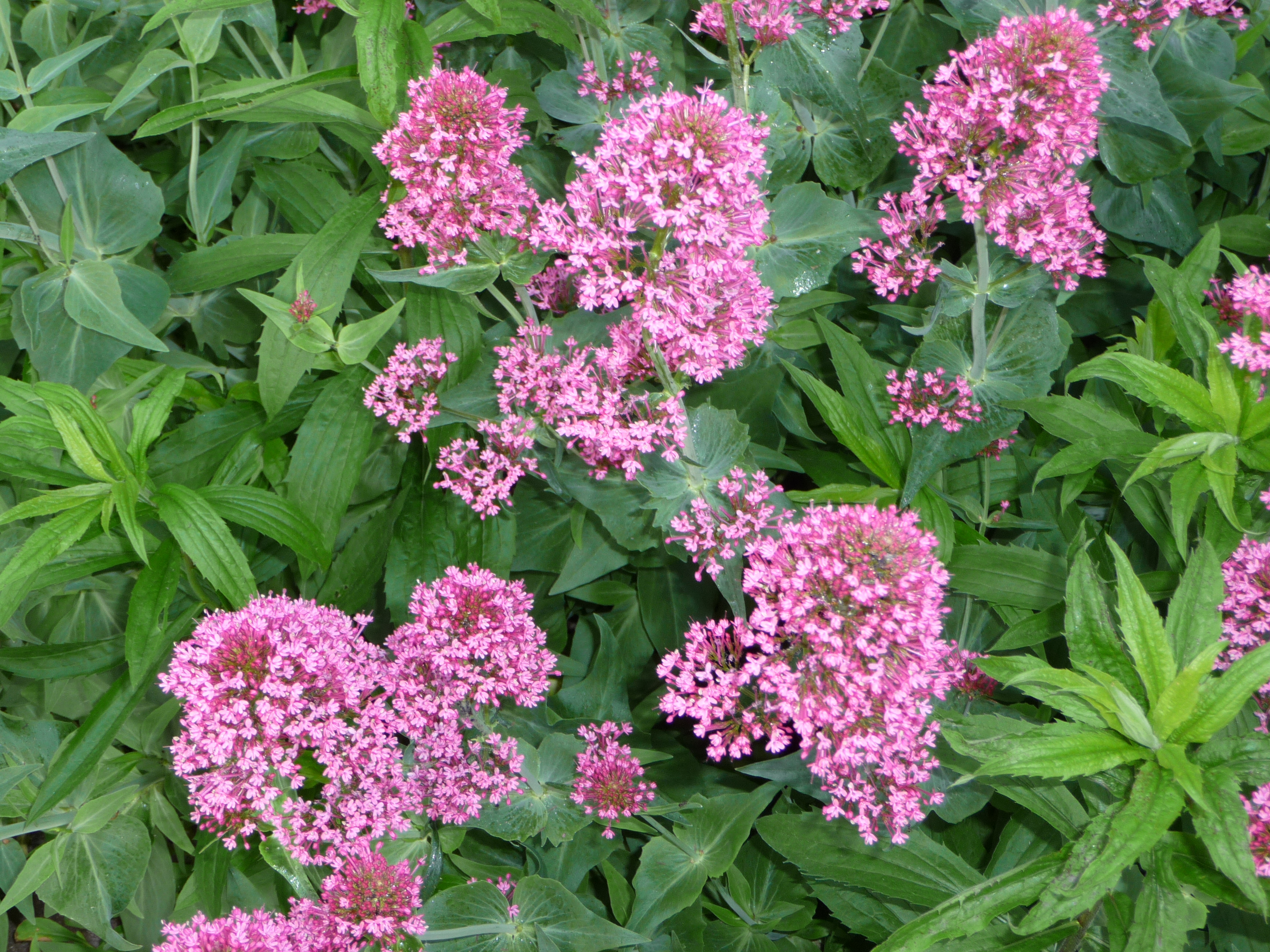

## Dottertaxa till Klynnen, i alfabetisk ordning[1]
- Valerianella adylovii
- Valerianella affinis
- Valerianella aksaensis
- Valerianella amarella
- Valerianella amblyotis
- Valerianella anodon
- Valerianella antilibanotica
- Valerianella balansae
- Valerianella carinata
- Valerianella chenopodifolia
- Valerianella chlorodonta
- Valerianella chlorostephana
- Valerianella corniculata
- Valerianella coronata
- Valerianella costata
- Valerianella cupulifera
- Valerianella cymbicarpa
- Valerianella dactylophylla
- Valerianella dentata
- Valerianella deserticola
- Valerianella diodon
- Valerianella discoidea
- Valerianella divaricata
- Valerianella echinata
- Valerianella eriocarpa
- Valerianella falconida
- Valerianella fallax
- Valerianella florifera
- Valerianella glomerata
- Valerianella godayana
- Valerianella hirsutissima
- Valerianella kotschyi
- Valerianella kulabensis
- Valerianella lasiocarpa
- Valerianella laticuspis
- Valerianella leiocarpa
- Valerianella leptocarpa
- Valerianella lipskyi
- Valerianella locusta
- Valerianella longiflora
- Valerianella lusitanica
- Valerianella martini
- Valerianella microcarpa
- Valerianella mixta
- Valerianella muricata
- Valerianella nuttallii
- Valerianella obtusiloba
- Valerianella orientalis
- Valerianella ovczinnikovii
- Valerianella oxyrrhyncha
- Valerianella ozarkana
- Valerianella palmeri
- Valerianella petrovitchii
- Valerianella plagiostephana
- Valerianella platycarpa
- Valerianella platyloba
- Valerianella pomelii
- Valerianella pontica
- Valerianella puberula
- Valerianella pumila
- Valerianella radiata
- Valerianella rimosa
- Valerianella sclerocarpa
- Valerianella soyeri
- Valerianella stenocarpa
- Valerianella stephanodon
- Valerianella szovitsiana
- Valerianella texana
- Valerianella triceras
- Valerianella triplaris
- Valerianella tuberculata
- Valerianella turgida
- Valerianella turkestanica
- Valerianella umbilicata
- Valerianella uncinata
- Valerianella varzobica
- Valerianella vesicaria
- Valerianella vvedenskyi